# Vändplats

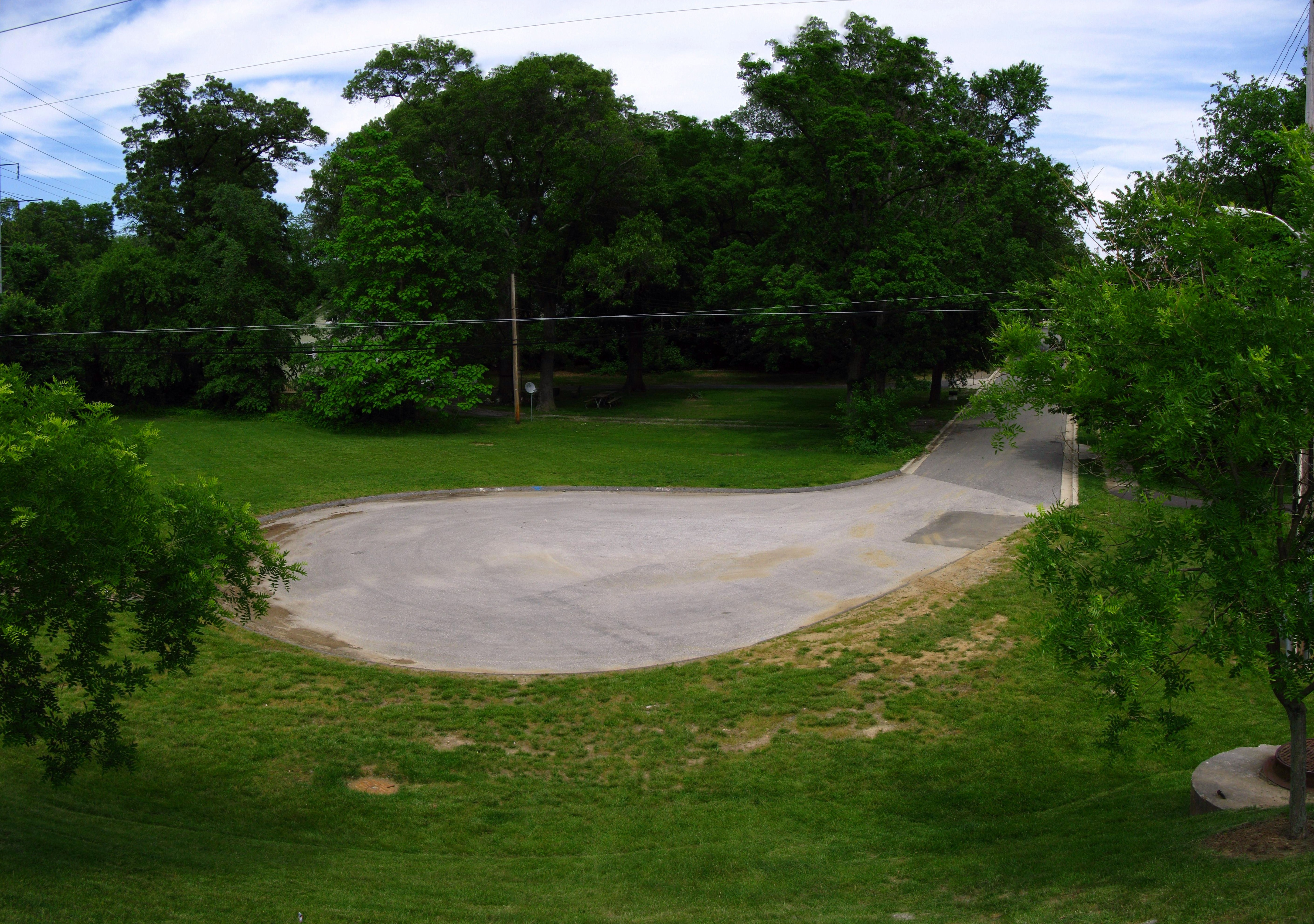
En vändplats i slutet på en återvändsgata.

En vändplats är en plats på en väg där det finns utrymme för ett fordon att vända. Vändplatser är vanliga i slutet av återvändsgator.